# Corps-Nuds
Corps-Nuds is een gemeente in het Franse departement Ille-et-Vilaine (regio Bretagne). De plaats maakt deel uit van het arrondissement Rennes. Corps-Nuds telde op 1 januari 2022 3.555 inwoners. Er is een spoorweghalte Corps-Nuds.

## Geografie
De oppervlakte van Corps-Nuds bedroeg op 1 januari 2022 22,56 vierkante kilometer; de bevolkingsdichtheid was toen 157,6 inwoners per km².

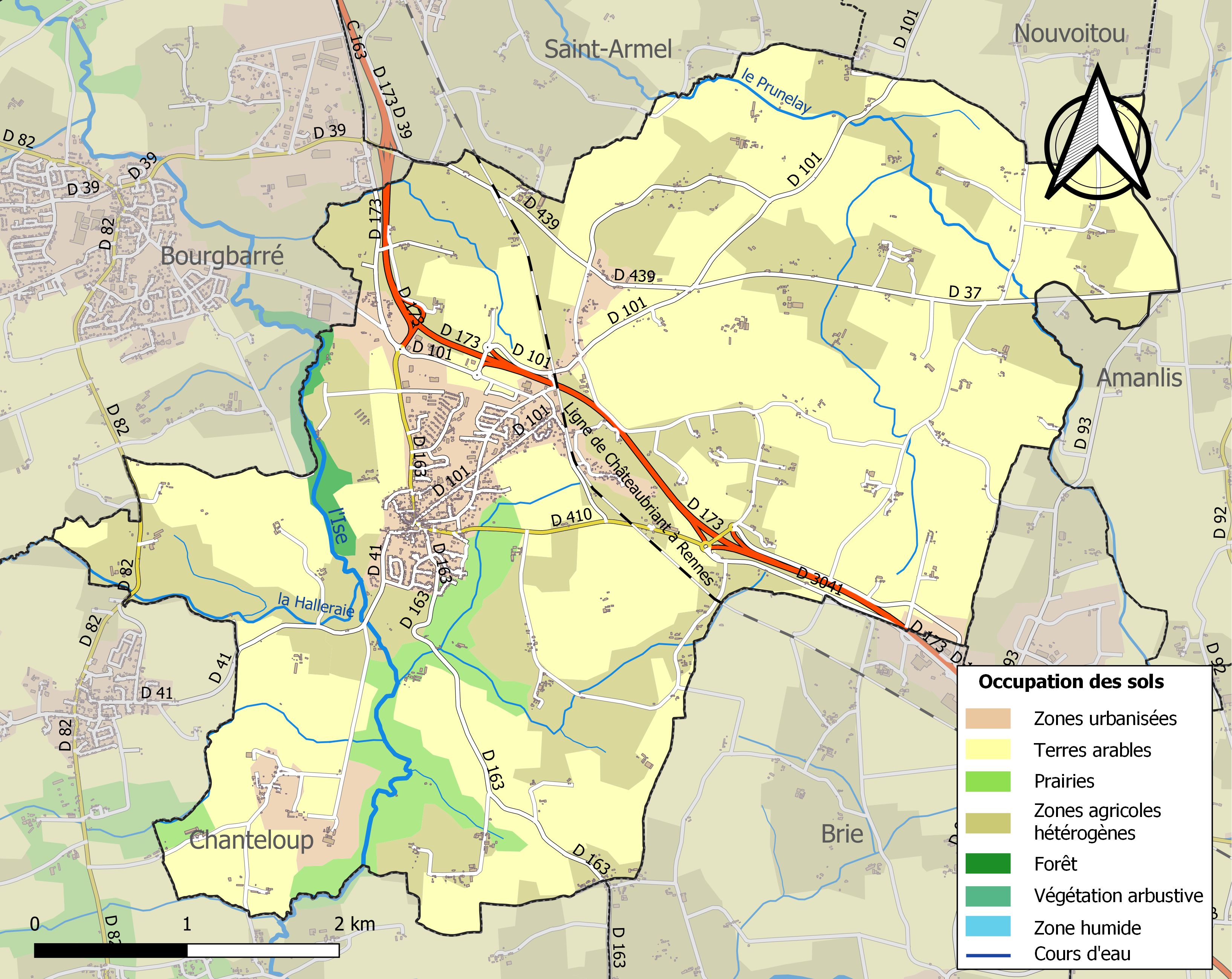
Kaart van de gemeente met belangrijkste infrastructuur, bodemgebruik en omliggende gemeenten

## Demografie
Onderstaande figuur toont het verloop van het inwonertal, bron: INSEE-tellingen. 